# Vance-Owenov plan
Vance-Owenov plan (Vance-Owenov mirovni plan) je bio mirovni prijedlog za kraj rata u Bosni i Hercegovini koji su u siječnju 1993. napravili posebni izaslanici Cyrus Vance i lord David Owen. Plan su prihvatili Bošnjaci i Hrvati, ali su ga odbili srpski predstavnici u pregovorima. 

## Plan
Plan je predviđao decentraliziranu Bosnu i Hercegovinu podijeljenu u deset pokrajina, koje bi imale nadležnosti nad unutrašnjim poslovima i obrazovanjem. Pokrajine bi bile ustrojene po etničkom načelu, dok bi glavni grad Sarajevo bio demilitarizirani distrikt sa sjedištem središnje vlade. Vojska Republike Srpske bi se morala povuči s nekih teritorija (trećine zauzetoga). Cyrus Vance je 1. travnja podnio ostavku na mjesto posebnoga izaslanika Ujedinjenih naroda. Na njegovo mjesto je 1. svibnja 1993. postavljen norveški ministar vanjskih poslova Thorvald Stoltenberg.
Slobodan Milošević je na sastanku s Owenom u Beogradu 24. travnja 1993. prihvatio plan. Plan su prihvatili i Bošnjaci, predsjednik Hrvatske Franjo Tuđman i predstavnici Hrvata. U Srbiji, plan je prihvatio ne samo Milošević, već i najveći oporbeni vođa Vuk Drašković. Drašković je objašnjavao zašto prihvaća Vance-Owenov plan: 
Srpska pravoslavna crkva se protivila prihvaćanju mirovnoga plana, a episkop Atanasije Jevtić je prebacio Draškoviću što je podržao Vance-Owenov plan za rješenje »problema BiH«. David Owen je sazavao mirovnu konferenciju u Ateni 1. svibnja 1993. na kojoj su sudjelovale sve zaraćene strane. Predstavnik Srba Radovan Karadžić nije želio potpisati sporazum, jer se protivio teritorijalnim ustupcima i gašenju Republike Srpske. Owen se uzdao da će Milošević, Momir Bulatović i Dobrica Ćosić svojim utjecajem osigurati potpisivanje sporazuma. Nakon višesatnog uvjeravanja, Karadžić je pristao potpisati sporazum, ali pod uvjetom da ga usvoji i Narodna Skupština Republike Srpske.
Skupština je sazvana 5. svibnja 1993. na Palama, a prisustvovali su i Milošević, Bulatović, Ćosić i grčki premijer Konstantinos Micotakis koji su uvjeravali srpske poslanike da prihvate plan. Međutim, Ratko Mladić je poslanicima pokazao područja pod kontrolom VRS i područja koje je Srbima nudio Vance-Owenov plan. Na zatvorenoj sjednici, poslanici Narodne Skupštine Republike Srpske odbacili su Vance-Owenov plan, a izaslanstvo Srbije i Crne Gore napustilo je zasjedanje. Ova odluka je potvrđena referendumom 15./16. svibnja 1993. godine. Nakon što je rukovodstvo RS odbacilo Vance-Owenov plan, mitropolit Amfilohije je rekao da su oni "krenuli svetolazarskim putem": 
Lord Owen je 17. lipnja 1993. godine izjavio kako je plan službeno mrtav. Jedna od posljedica mirovnog plana je sukob bošnjačkih i hrvatskih snaga u Središnjoj Bosni, zbog nemogućnosti usklađivanja granica pokrajina.